# Да устоиш на Пикасо
„Да устоиш на Пикасо“ (на английски: Surviving Picasso) е американска биографична драма от 1996 г. на режисьора Джеймс Ейвъри, продуциран от Исмаил Мършант и Дейвид Уолпър, по сценарий на Рут Прюър Джабала и е базиран на биографичната книга „Picasso: Creator and Destroyer“ от Ариана Хъфингтън. Във филма участват Антъни Хопкинс (в ролята на известния художник Пабло Пикасо), Наташа Макелхоун, Джулиан Мур, Джос Аклънд, Питър Еър, Джейн Лапотер, Джоузеф Махър, Боб Пек, Даян Венора и Джоан Плоурайт.